# Odalheim
Odalheim – jedenasty studyjny album szwedzkiego zespołu death metalowego Unleashed. Wydawnictwo ukazało się 20 kwietnia 2012 roku nakładem wytwórni muzycznej Nuclear Blast Records. Nagrania zostały zarejestrowane w należącym do Fredrika Folkarea Chrome Studios w Sztokholmie. Przy pracy nad tym albumem zespołowi pomagał Ola Englund.

## Lista utworów
Opracowano na podstawie materiału źródłowego.
1. "Fimbulwinter" – 4:11
2. "Odalheim" – 4:29
3. "White Christ" – 3:12
4. "The Hour of Defeat" – 3:08
5. "Gathering the Battalions" – 3:06
6. "Vinland" – 3:58
7. "Rise of the Maya Warriors" – 2:40
8. "By Celtic and British Shores" – 3:49
9. "The Soil of Our Fathers" – 4:55
10. "Germania" – 3:33
11. "The Great Battle of Odalheim" – 5:51

## Twórcy
Opracowano na podstawie materiału źródłowego.
| - Johnny – gitara basowa, śpiew - Anders – perkusja - Tomas – gitara rytmiczna - Fredrik – gitara prowadząca, produkcja | - Ola Englund – produkcja (gitary) - Sebastian Ramstedt – oprawa graficzna |